# Nezamyslice (Klatovyi járás)
Nezamyslice település Csehországban, a Klatovyi járásban. Nezamyslice Domoraz, Frymburk, Žichovice, Kejnice és Hejná településekkel határos. Lakosainak száma 202 fő (2024. január 1.).

## Népesség
A település lakosságának változását az alábbi diagram mutatja:
| Lakosok száma | 534  | 534  | 460  | 339  | 238  | 204  | 212  | 214  | 206  | 202  |
|               | 1869 | 1890 | 1921 | 1950 | 1980 | 2001 | 2017 | 2019 | 2022 | 2024 |